# Operazione Schneeflocke
L'Operazione Schneeflocke ("Fiocco di Neve") fu una piccola offensiva tedesca svoltasi sul Fronte Orientale il 5 e 6 gennaio 1945 volta ad accorciare il fronte in Prussia Orientale in vista dell'offensiva sovietica. Nel suo complesso fu una vittoria, ma visto che era ritenuta secondaria, era di modeste dimensioni e comportò comunque un alto numero di morti, non poté così influire sul corso della guerra.

## Pianificazione
Progettata dal generale Otto Wöhler, l'offensiva doveva portare alla vecchia frontiera anteguerra della Prussia Orientale e diminuire il fronte per creare una nuova linea difensiva. Sul percorso si trovava anche la cittadina di Goldap, obbiettivo di primaria importanza per il completamento dell'azione. Vennero impiegate la 5ª divisione panzer e la 367ª divisione di fanteria.

## Offensiva
Il 5 gennaio scatta l'assalto: i soldati sovietici, seppur colti di sorpresa, erano però ben trincerati e quindi ci furono dure perdite da tutte le due parti. Ciò nonostante, l'avanzata procedeva per il verso giusto: Filipów venne riconquistata la mattina del 5 gennaio, e a sera si raggiunse Goldap. Dopo diverse ore di cruenti combattimenti nella cittadina, le forze sovietiche la abbandonarono: la pittoresca città era ora diventata un cumulo di macerie. L'offensiva continuò fino al pomeriggio del giorno dopo: solo allora i soldati tedeschi si fermarono, creando solide postazioni difensive.

## Conclusione
Questa piccola e poco nota offensiva fu celebrata dai tedeschi come una vittoria, ma dietro di essa si celavano non pochi problemi: il primo e il più grave fu l'alto tasso di morti, soprattutto veterani. il secondo è che l'obbiettivo di raggiungere la vecchia frontiera anteguerra fallì. il 14 gennaio 1945 si scatenò l'Offensiva Vistola-Oder, che distrusse quello che rimaneva del gruppo d'armate centro, già temprato dall'Operazione Bagration. I piccoli guadagni teutonici non durarono molto: già il primo giorno dell'offensiva sovietica, gran parte del territorio riconquistato venne perso di nuovo, mentre Goldap cadde il 15 gennaio.